# Zakariyya al-Ansari
Pour les articles homonymes, voir al-Ansari.
Zayn ad-dîn Abu Yahya Zakariya ibn Muhammad ibn Ahmad ibn Zakariya al-Ansari al-Khazradji al-Missri (l’Égyptien) ash-Shafi‘i (de rite shafi‘ite) al-Azharî (d'Al-Azhar ash-Sharif) est un savant islamique du XVe siècle.
Il était de l'école de jurisprudence shafihite, de l'école de croyance acharite et était un soufi authentique.
Sa lignée remonte aux Khazradj, une des deux tribus des Ansars. Il vit le jour à Sunayka en Égypte (Gouvernorat d'Ismaïlia) entre l’an 823 et 824 de l’hégire (~1420) selon son élève Najm al-Ghazi, mais l’imam as-Sakhawi & al-‘Aydarouss avance l’an 826 de l’hégire. Issu d’une famille modeste, il perdit son père lors de son enfance, c’est son grand père al-Madhkûr qui s’occupa de lui.
Il eut plus de 150 maîtres (professeurs en sciences islamiques), principalement d’al-Azhar Ash-Sharif mais aussi du Shâm (Syrie, Palestine, Jordanie, etc.), de la Mecque et de Médine al-Munawwara.
Il était de l'école d'Abou Hassan Al Ash'ari, il fut parmi l'élite des Ash'arites de son temps.
Dans la jurisprudence shafi'ite, il suivit l'enseignement de plusieurs grands savants, tel que l’imam Sharaf Mussa ibn Ahmad as-Subkî, l’imam Siraj ud-Din al-Bulqinî, al-Hafidh Ibn Hajar al-‘Asqalani et d’autres. Après l'étude du droit shafi'ite, il étudia très jeune les Usul al-Fiqh (les fondements de la jurisprudence) qu'il assimila. Il enseigna à ses élèves cinquante-sept fois al-Buhja un des ouvrages clés du droit shafi’ite, ce qui fit que ceux étudiant al-Buhja ne se fiaient qu'aux commentaires du Shaykh Zakariyya al-Ansari, qui l'a enseigné dans les moindres détails. Il fut nommé Qâdi al-Qudat (Juge des juges) qui était le plus haut poste administratif.
Les savants shafi’ites le considèrent comme ayant été le plus versé dans le droit shafi’ite en son temps. Il laissa plus d'une vingtaine d'ouvrages dans ce domaine dans le droit et les fondements, commenta les ouvrages mères de l’école de l’imam Shafi’i, de même fit plusieurs Hawashi « commentaire sur des commentaire d’ouvrage » ainsi que des concis.
Il laissa à la postérité des grands juristes de l'école, parmi eux ash-Shaykh al-Islam al-Hafidh Ibn Hajar al-Haytami qui lui-même fut le plus versé dans le droit Shafi'ite après son maître.
Pour l'anecdote, dans l'école Shafi'ite Shaykh al-Islam Zakarya al-Ansari porte aussi comme surnom : La perle entre les deux Hajars (al-Lu°Lu° bayna l-Hajarayne), en référence à son maître Ibn Hajar al-'Asqalâni l'Émir des Croyants dans le Hadith et son élève le Hafidh Ibn Hajar al-Haytami.
Zakarya al-Ansari atteint le rang élevé de Hafidh, c'est-à-dire avoir mémorisé plus de cent mille hadiths en incluant la chaîne de transmission qu'il en possédait, de ses maîtres jusqu’au Prophète.
Il étudia cette science auprès de nombreux maîtres dont l’émir des croyants dans cet science Ibn Hajar al-‘Asqalani. À plusieurs reprises il étudia le livre d’al-Hafidh al-‘Iraqi « al-Alfiya » régissant les règles du hadith, il en laissa un commentaire ainsi que plusieurs opuscules dans cette science tel que le commentaire du Sahih al-Boukhari dont il se basa sur dix commentaires pour le réaliser ainsi que le Sahih de Muslim.
Il avait le niveau requis afin d’authentifier les a-hadiths ou de les affaiblir vue sa connaissance des personnes composant les chaînes de transmission. À lui seul, il réunit toutes les chaînes de transmission d'ahlu Sunna wa al-Jama3a, ces chaînes de transmission furent parmi les plus élevées de son temps.

## Croyance
L'Imam Zakariyya al-Ansari avait la croyance traditionnelle sunnite, comme en témoignent ses ouvrages. En effet, il a dit : « Certes, Allâh n’est pas un corps ni une caractéristique qui advient aux corps. Il n’est pas dans un endroit ni sujet au temps ». [dans son commentaire de la riçalah al-Qouchayriyya]
Il a dit également : « Allâh ta’âlâ dit : {Koullou chay-in hâlikoun illâ Wajhah} [ce qui signifie : « Tout disparaîtra sauf Son Wajh »], cela n’est pas dans le sens de l’organe (du visage) mais cela est dans le sens de l’Être (adh-dhât), c’est-à-dire [tout disparaîtra] sauf Son Être ».[dans son commentaire de la riçalah al-Qouchayriyya]
L'imam Zakariyya al-Ansari a également abordé le sujet de l'istiwa de Allah sur le trône en disant : « Le terme « istawâ » peut être employé [dans la langue arabe] pour dire s’assoir (jalassa), se redresser (i’tadala), dominer (istawlâ), être élevé par l’endroit (‘alâ makânan) ou [êtré élevé] par le mérite (routbatan), vouloir (qasada) comme dans Sa parole ta’âlâ : « thoumma stawâ ila s-samâ ». Les deux premiers sens [c’est-à-dire le sens de la position assise et du redressement] ainsi que le quatrième dans le sens d’être élevé par l’endroit est impossible au sujet de Allâh ta’âlâ contrairement aux autres sens cités [c’est-à-dire le sens de la domination (istawlâ), le sens d’être élevé par le mérite (‘alâ routbatan) et vouloir (qasada)]. Et al-‘arch (trône) dans la langue arabe signifie le lit du roi, et le toit. »[dans son commentaire de la riçalah al-Qouchayriyya]